# День працівників нафтової та газової промисловості
День працівників нафтової та газової промисловості — свято СРСР, а зараз і Росії. Відзначається в другу неділю вересня.

## Історія свята
Свято засновано Указом Президії Верховної Ради СРСР від 1 жовтня 1980 року № 3018-Х «Про святкові й пам'ятні дні» у редакції Указу Президії Верховної Ради СРСР від 1 листопада 1988 року № 9724-XI «Про внесення змін у законодавство СРСР про святкові й пам'ятні дні».